# 汤加国徽
湯加國徽是一面盾徽，中間為一繪有紅色希臘十字的白地六芒星，其餘分為四個象限。左上角黃地，繪有三顆代表三大島群的白色六角星；右上角紅地，繪有王國王冠；左下角藍地，繪有和平鴿；右下角黃地，繪有三柄交叉的劍，象徵三大王朝。盾上方飾以王冠和兩面國旗。下方的綬帶以湯加語書以國家格言「上帝和湯加是我的遺產」。